# Barca lignea di Hanson

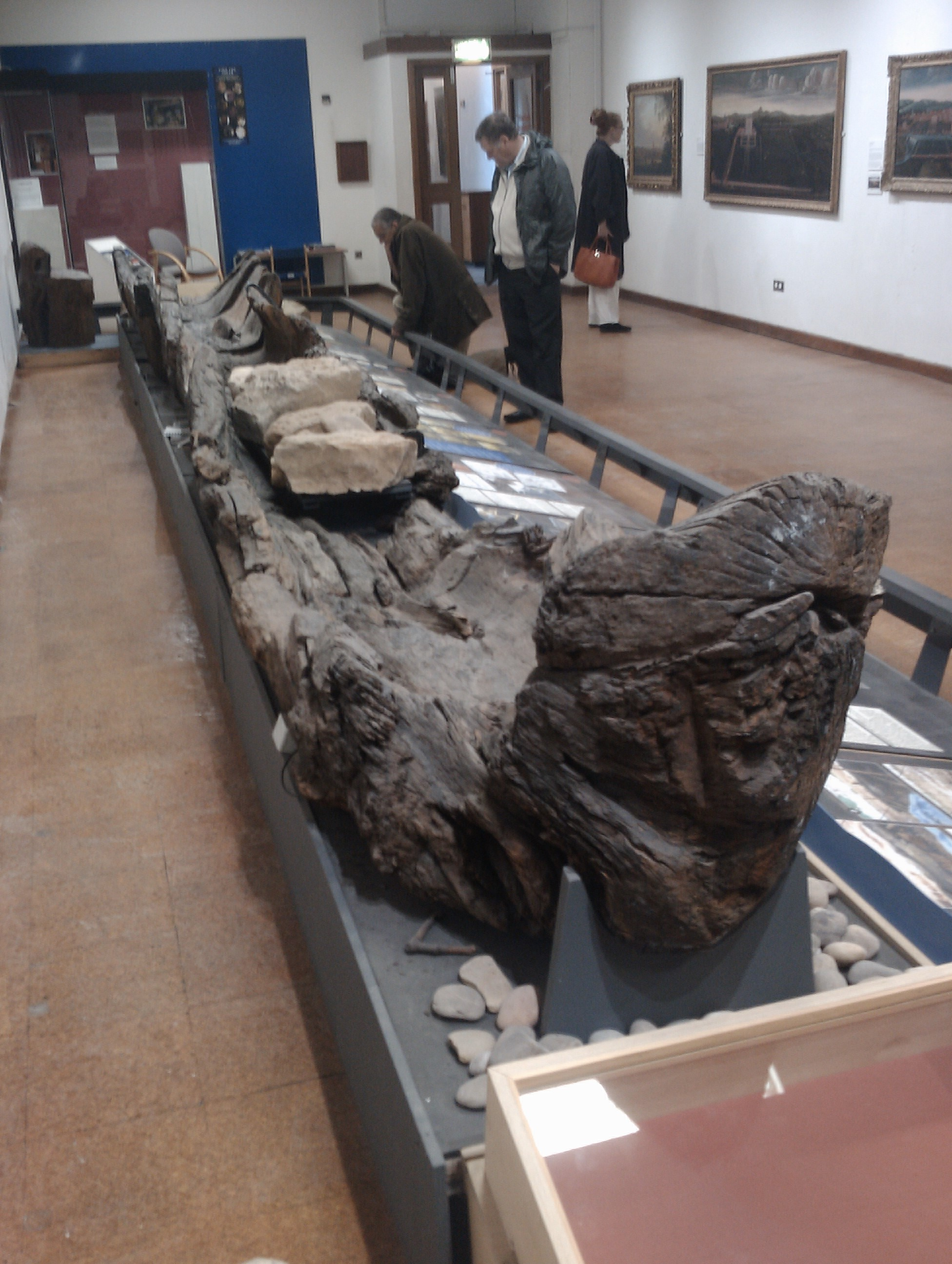
La barca all'interno del museo

La barca lignea di Hanson è una barca dell'età del bronzo trovata in una cava di ghiaia a Shardlow, nel Derbyshire ed oggi esposta nel Derby Museum and Art Gallery.

## Descrizione
La barca è stata scoperta presso la cava di ghiaia Hanson a Shardlow, un villaggio a sud di Derby nel 1998. La barca era quasi completa, ma venne leggermente danneggiata dall'escavatrice prima che la sua importanza venisse compresa; è stata datata come risalente a circa il 3500 a.C. . Purtroppo la barca dovette essere tagliata in piccole parti in modo da poter essere trasportata e conservata perché altrimenti era troppo pesante; gran parte del peso era dovuto all'umidità, che aveva conservato il legno e lo aveva trattenuto dal marcire. Il legno è stato quindi lentamente asciugato al York Archaeological Trust dopo essere rimasto immerso per 18 mesi in una soluzione di poli etilene glicolico, prodotto chimico che penetrando ha dato consistenza al materiale.
Insolitamente la barca aveva ancora un carico di arenaria Bromsgrove che era stata estratta a Kings Mills, nelle vicinanze. La pietra si presume che fosse destinata al rafforzamento di una strada rialzata che attraversava il fiume Trent.
I procedimenti di conservazione della barca sono costati £ 119.000 ed è ora esposta nel Derby Museum. Cinque anni più tardi una seconda barca di legno è stata scoperta nella stessa cava, ma è stata reinterrata in modo che possa essere preservata.